# Каймирасова, Танслу Гималовна
Танслу Гималовна Каймирасова (род. 4 ноября 1923, д. Аркаулово, БАССР, СССР — 27 мая 2016, Алма-Ата, Казахстан) — советский и казахский учёный-геолог, лауреат Государственной премии СССР (1977). Кандидат геолого-минералогических наук (1972).

## Биография
Родилась 4 ноября 1923 года в д. Аркаулово Месягутовского кантона БАССР (ныне Салаватский район Республики Башкортостан).
Отец, Каймирасов Гималетдин, работал портным, умер в 1941 году. Мать, Самига Кагарман кызы осталась с 5 детьми.
В 1938 году Каймирасова Танслу Гималовна, окончив 8 классов, поступила на второй курс Педрабфака в Уфе, но в том же году рабфак был ликвидирован, и она поступила в Уфимский геологоразведочный техникум на геофизическое отделение. Учёбу в техникуме совмещала с работой. Работала библиотекарем, прачкой, уборщицей в общежитии техникума.
В 1943 году окончила геологоразведочный техникум и была направлена в Алма-Ату, в геологическое управление Казахской ССР.
С 1943 года работала в Атасуйской геофизической партии в Карагандинской области.
В 1958 году окончила Казахский горно-металлургический институт. С этого же года работала в геофизическом тресте, в Атасуйской тематической партии в качестве горного инженера-геолога.
Участвовала в открытии и разведке новой минерально-сырьевой базы в Центральном Казахстане, основой которого является Жайремская и Ушкатынская группа месторождений. Работала с сестрой Айслу, окончившей политехнический институт по специальности инженера-геолога.
В 1977 году за открытие и разработку полиметаллического месторождения Жайрем, в числе других геологов Каймирасовой Т. Г. была присуждена Государственная премия СССР.
Воспоминания о семье, работе напечатала в журнале «Литературный Башкортостан», № 2,3 за 2003 г. и в № 2 за 2004 г.
Семья: муж, сын Урал, внуки, правнуки.

## Научные работы
- Металлогения Казахстана, А., 1982 (соавт.);
- Глубинное строение и металлогения Жайльминской синклинали Центрального Казахстана, А., 1982 (соавт.).

## Награды и звания
- Государственная премия СССР (1977)